# Traktat gwarancyjny
Traktat gwarancyjny – jedno z porozumień podpisanych w 1959 po negocjacjach brytyjsko-grecko-tureckich dotyczących przyszłości Cypru, regulujący kształt przyszłego niepodległego państwa cypryjskiego oraz gwarantujący jego suwerenność.
Od 1954 na Cyprze trwały walki partyzanckie prowadzone przeciwko kolonialnej administracji brytyjskiej przez Narodową Organizację Bojowników Cypryjskich. Dopuszczała się ona również aktów sabotażu i terroru, domagając się zrzeczenia się przez Wielką Brytanię kontroli nad wyspą, a następnie przyłączenia Cypru do Grecji (enosis). Równocześnie dyplomacja grecka prowadziła na forum międzynarodowym zabiegi popierające ideę enosis. W związku z tym w 1955 Wielka Brytania zgodziła się na podjęcie rozmów w sprawie przyszłości Cypru, zapraszając do nich, wbrew intencjom Grecji, także Turcję, uzasadniając ten fakt obecnością na wyspie społeczności tureckiej oraz kluczowego znaczenia Cypru dla całego regionu wschodniego Morza Śródziemnego. Kilkuletnie rozmowy między trzema państwami ujawniły rozbieżne koncepcje rozwiązania problemu Cypru przedstawiane przez stronę grecką i turecką. Ponieważ jednak zarówno Grecji, jak i Turcji zależało na zawarciu porozumienia, w czasie konferencji w Zurychu w lutym 1959 postanowiono sporządzić dwa traktaty regulujące politykę wewnętrzną i zewnętrzną niepodległego Cypru, w szczególności chroniące będącą w znacznej mniejszości ludność muzułmańską. Pierwszy z nich nosił nazwę traktatu gwarancyjnego, drugi ustanawiał sojusz między Grecją, Turcją a Cyprem.
Traktat gwarancyjny zapewniał niezależność i integralność terytorialną Cypru. Oznaczało to zarówno zablokowanie dążeń greckich do enosis, jak i uniemożliwiało realizację proponowanej przez Turków cypryjskich koncepcji podziału wyspy (taksim). Republice Cypru zabraniano wchodzenia w unię polityczną lub ekonomiczną z jakimkolwiek innym państwem, a nawet prowadzenia aktywności na jej rzecz. Wyjątkiem miało być uczestnictwo kraju we Wspólnocie Narodów. Wielka Brytania, Grecja i Turcja zobowiązywały się do stania na straży jedności Cypru. Ponadto w razie przypadków łamania konstytucji przez polityków cypryjskich miały konsultować się między sobą i uzgadniać sposób przywrócenia w kraju porządku. W razie niemożności podjęcia wspólnych działań każda ze stron otrzymała prawo jednostronnej interwencji.
Już po ogłoszeniu niepodległości wyspy, politycy cypryjscy pochodzenia greckiego, na czele z prezydentem kraju arcybiskupem Makariosem III traktowali traktat gwarancyjny - i inne umowy międzynarodowe dotyczące Cypru - jako rozwiązania tymczasowe. Ich celem długofalowym pozostała enosis. Makarios III, kierujący polityką zagraniczną Cypru praktycznie jednoosobowo, liczył początkowo, że uzyska poparcie dla anulowania traktatów w ONZ, powołując się na fakt narzucenia ich społeczności cypryjskiej wbrew zasadzie samostanowienia. Z czasem dostrzegł, że Stany Zjednoczone, Turcja, Grecja i Wielka Brytania zgadzają się co do konieczności zachowania status quo na Cyprze, obawiając się wewnętrznego konfliktu w NATO w razie jego zmiany. Niemożność uzyskania poparcia krajów zachodnich dla idei enosis skłoniła go zatem do poszukiwania sojuszników w bloku państw socjalistycznych i wśród krajów rozwijających się, w tym tych, które niedawno uzyskały niepodległość w ramach demontażu systemu kolonialnego. Zachowywał przy tym dobre relacje z państwami bloku zachodniego. Ze starań na rzecz odwołania traktatu gwarancyjnego i innych porozumień zawartych równolegle z nim Makarios III wycofał się po 1967, gdy władzę w Grecji przejęła junta czarnych pułkowników; prezydent Cypru nie chciał bowiem unii Cypru z Grecją, gdy ta była rządzona w sposób autorytarny.